# Mnichov (district de Strakonice)
Pour les articles homonymes, voir Mnichov.
Mnichov (jusqu'en 1924 : Míchov ; en allemand : Michow, de 1939 à 1945 : Münchhof) est une commune du district de Strakonice, dans la région de Bohême-du-Sud, en République tchèque. Sa population s'élevait à 230 habitants en 2020.

## Géographie
Mnichov se trouve à 8 km au nord-ouest du centre de Strakonice, à 60 km au nord-ouest de České Budějovice et à 97 km au sud-sud-ouest de Prague.
La commune est limitée par Hlupín au nord, par Třebohostice au nord-est, par Krty-Hradec au sud-est, par Katovice au sud, par Horní Poříčí au sud-ouest et par Střelské Hoštice à l'ouest.

## Histoire
La première mention écrite du village date de 1243.

## Galerie

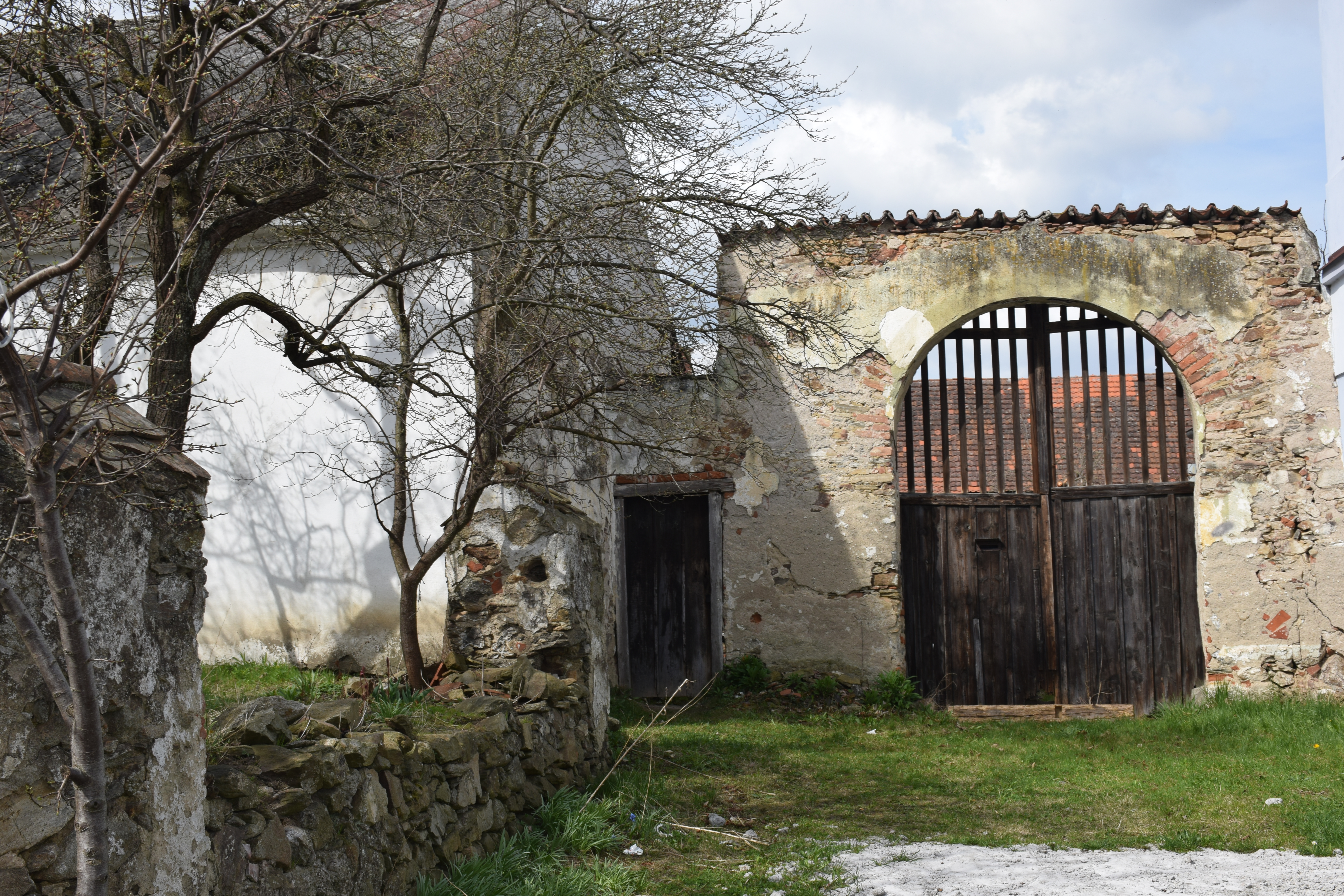
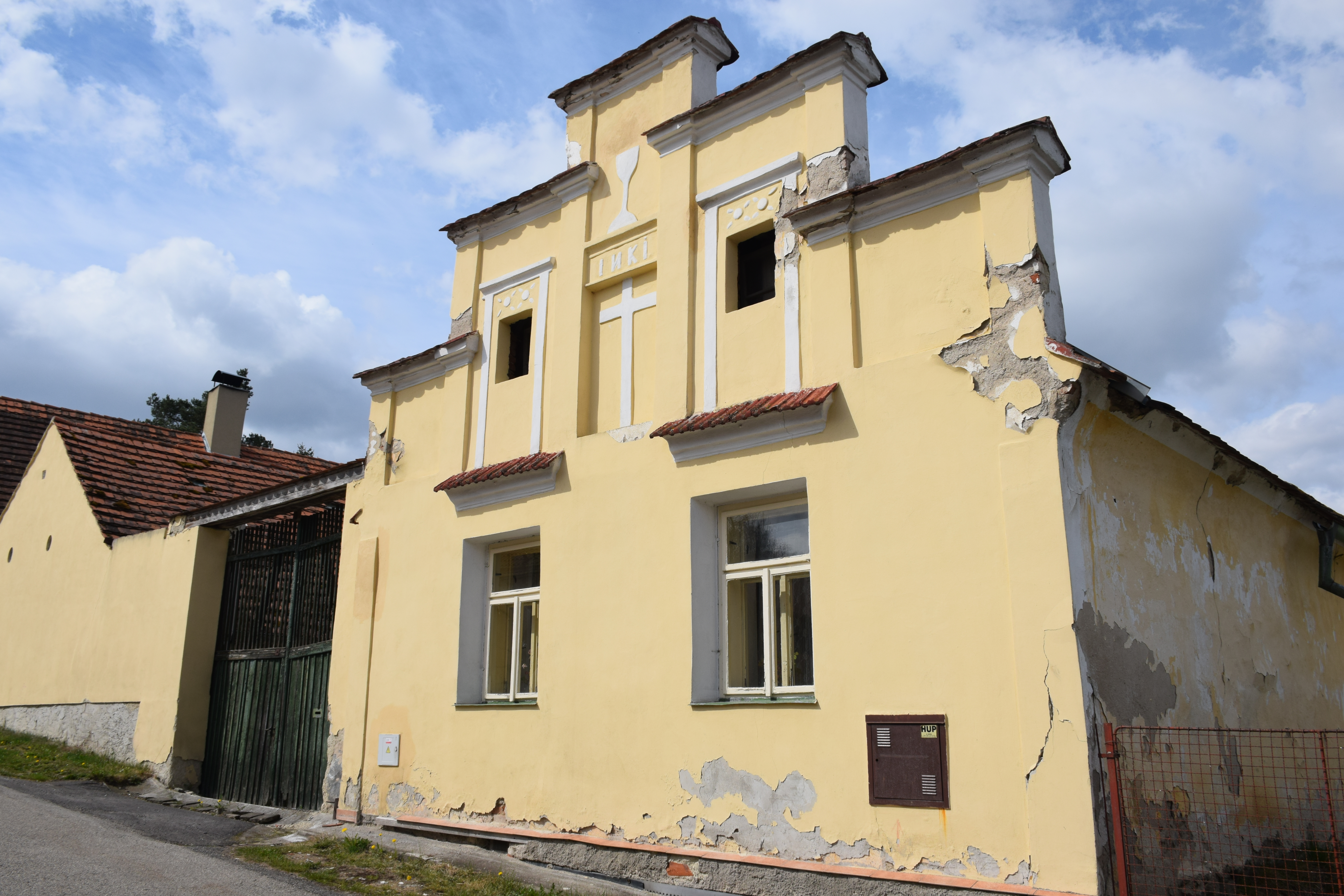
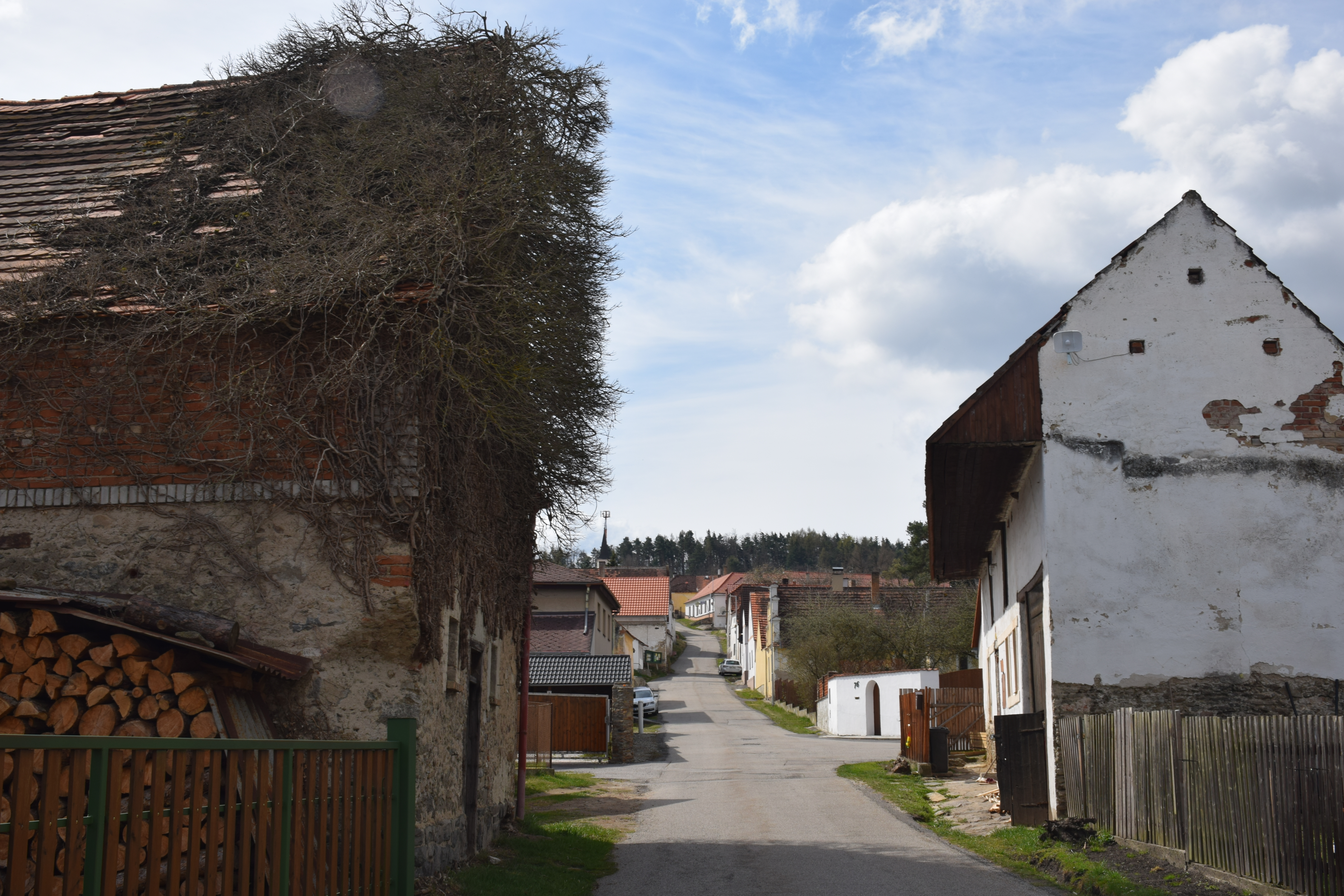